# Scotogramma fieldi
Scotogramma fieldi är en fjärilsart som beskrevs av Barnes och Benjamin 1926. Scotogramma fieldi ingår i släktet Scotogramma och familjen nattflyn. Inga underarter finns listade.